# Прокошево (Кировская область)
Прокошево — деревня в составе Немского района Кировской области. 

## География
Находится на расстоянии примерно 5 километров по прямой на запад от районного центра поселка Нема.

## История
Деревня была известна с 1802 года, когда в ней (тогда это был починок Тюриковский) было упомянуто 36 душ мужского пола. В 1873 году учтено дворов 25 и жителей 157, в 1905 37 и 204, в 1926 40 и 178, в 1950 36 и 123 соответственно, в 1989 15 жителей . До 2021 года входила в Немское городское поселение Немского района, ныне непосредственно в составе Немского района.

## Население
Постоянное население  составляло 15 человек (русские 93%) в 2002 году, 13 в 2010.